# Izraelska Izba Adwokacka

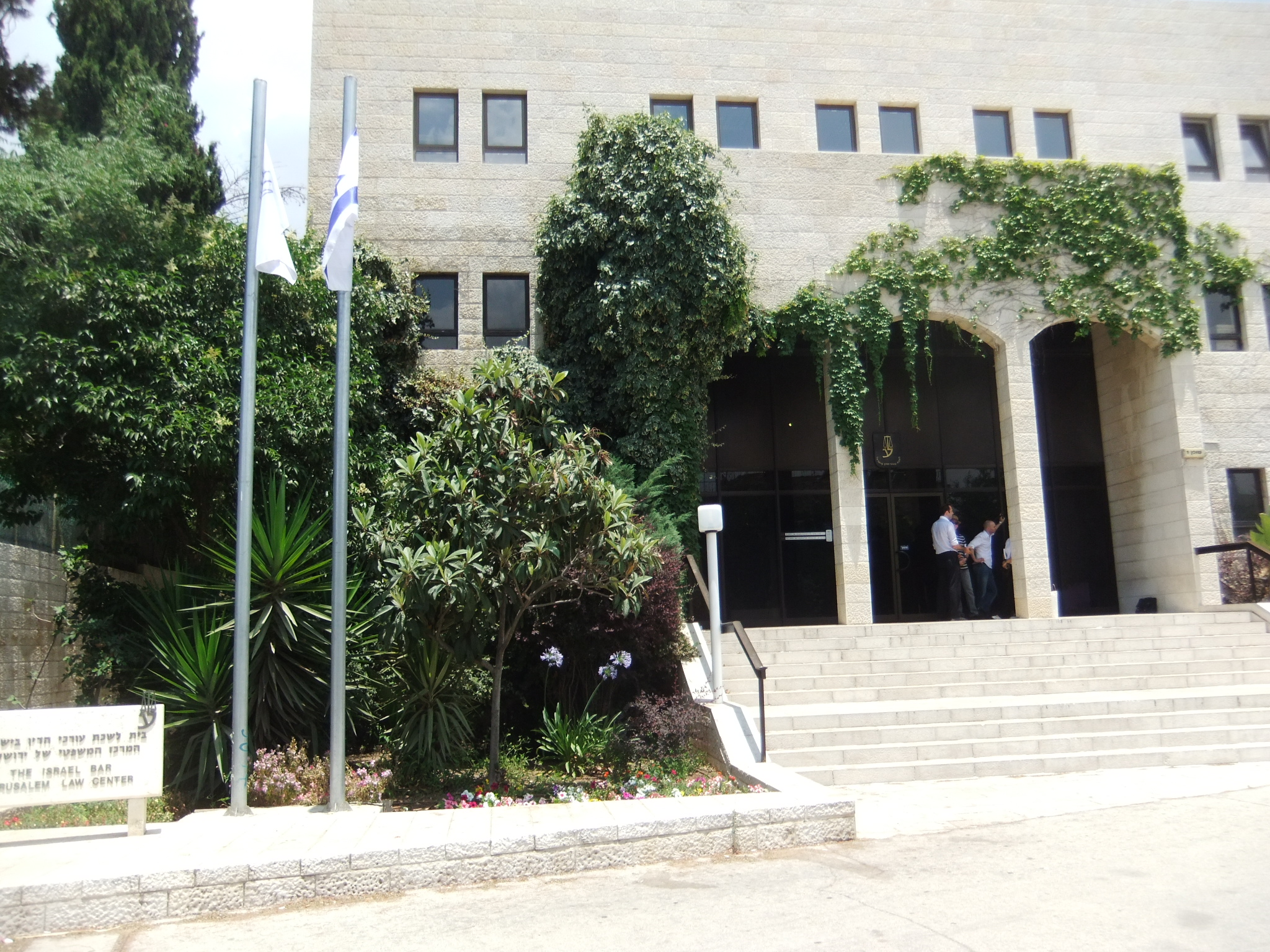
Siedziba Izraelskiej Izby Adwokackiej w Jerozolimie

Izraelska Izba Adwokacka (hebr. לשכת עורכי הדין בישראל, Israel Bar; ang. Israel Bar Association) jest jedyną organizacją zrzeszającą wszystkich prawników w Izraelu.
Została założona w 1961 jako niezależny organ prawny. Prawo Izby Adwokackiej z 1961 nakazuje obowiązkowe członkostwo wszystkich prawników izraelskich w Izbie Adwokackiej, gwarantuje standardy i niezależność prawników. Izba Adwokacka ma osobowość prawną. Podmiotem kontroli ze strony państwa jest Rewident Księgowy.
Liczba aktywnych prawników w Izraelu w maju 2007 wynosiła 35 575; z nich 14 770 to kobiety, a 20 805 – mężczyźni. 21 951 prawników ma poniżej 40 lat. 12 154 prawników otrzymało licencje w minionych 5 latach. Stosunek liczby prawników do ogółu populacji w Izraelu jest jednym z najwyższych na świecie.

## Urzędowe funkcje
Izraelska Izba Adwokacka posiada określone urzędowe funkcje, które są uregulowane poprzez ustawę. Do jej obowiązków należą:
- zgłaszanie, nadzorowanie i przeprowadzanie dwa razy w roku egzaminów dla stażystów prawniczych;
- udzielanie zezwoleń wykonywania pracy w Izraelu wszystkim nowym prawnikom;
- wykonywanie czynności dyscyplinujących względem prawników i stażystom prawniczym.

Dodatkowo Izba Adwokacka posiada prawo do:
- wyrażania opinii o projektach poselskich ustaw dotyczących sądów i postępowania sądowego;
- dostarczania pomocy prawnej osobom biednym;
- bronienia interesów zawodowych członków Izby Adwokackiej;
- tworzenia funduszów ubezpieczeniowych, funduszów emerytalnych i innych instytucji wzajemnej pomocy dla członków izby;
- prowadzenia badań ogólnych procesów sądowych, w szczególności z prawa żydowskiego;
- wydawania literatury prawniczej[1].

Izraelska Izba Adwokacka odgrywa czynną rolę w procesie legislacyjnym i otrzymuje z Knesetu projekty wszystkich ustaw. Są one dokładnie przeglądane przez specjalne komitety ustawodawcze, które wyrażają opinię dla potrzeb Knesetu.

## Struktura
Izraelska Izba Adwokacka funkcjonuje jako korporacja. Najważniejsze stanowiska są obsadzane poprzez tajne, bezpośrednie wybory, przeprowadzane co cztery lata wśród wszystkich licencjonowanych prawników. Wszyscy wybrani w ten sposób urzędnicy sprawują swoje funkcje ochotniczo. Izba adwokacka swoje obowiązki spełnia przy pomocy następujących instytucji:
- Prezydent
- Zgromadzenie Państwowe - ustawodawcze ramię izby adwokackiej. Zgłasza propozycje zmian i poprawek do Prawa Izby Adwokackiej. Prawo nakłada na Zgromadzenie Państwowe obowiązek wyboru audytora wewnętrznego, który sprawuje swoje obowiązki przez okres pięciu lat.
- Komitet Centralny - organ władzy wykonawczej izby adwokackiej. Składa się z 17 członków, na czele których stoi Prezydent. Zajmują się oni bieżącymi wydarzeniami. Mają oni do pomocy około stu różnorodnych komitetów, w których pracuje ochotniczo około 2 tys. prawników.
- Komitety Pięciu Dystryktów (regionalne jurysdykcje) - Jerozolimy, Tel Awiwu i Dystryktu Centralnego, Hajfy, Północy i Południa.

Dodatkowo w izbie adwokackiej działają:
- Wydawnictwo - funkcjonuje jako spółka z ograniczoną odpowiedzialnością. Wydaje kwartalnik "Hapraklit", dziennik adwokacki i fachową literaturę prawniczą.
- Instytut Kontynuowania Edukacji Prawniczej - niezależna organizacja non-profit utworzona przez izbę adwokacką w celu kontynuowania studiów prawniczych.
- Fundusz Emerytalny - nie jest otwarty dla nowych członków izby adwokackiej. Obecnie trwają starania aby otworzyć nowy fundusz.
- Międzynarodowe Stowarzyszenie Żydowskich Prawników i Sędziów - zostało utworzone przez izbę adwokacką w 1969 w uznaniu znaczenia współpracy między izraelskimi prawnikami a ich żydowskimi odpowiednikami na całym świecie[1].

## Dyscyplina prawnicza
Izraelski system prawny wzmacnia pozycję Izraelskiej Izby Adwokackiej, nadając jej obowiązkowe upoważnienia do regulowania spraw dotyczących etyki i dyscypliny prawników, akredytacji stażystów, przeprowadzania dwa razy w roku egzaminów prawniczych i wydawania odpowiednich zezwoleń. Prawo umożliwia Izraelskiej Izbie Adwokackiej występować na drogę sądową przeciwko tym, którzy bezprawnie wykonują zawód prawnika w Izraelu. Stowarzyszenie to reguluje sprawy dyscypliny prawników bez ingerencji rządu lub sądowego nadzoru.